# Prionoblemma przewalskyi
Prionoblemma przewalskyi là một loài bọ cánh cứng trong họ Cerambycidae.